# Buskråttor
Buskråttor (Octodontidae) är en familj i underordningen piggsvinsartade gnagare som förekommer i Sydamerika. I familjen finns åtta släkten med tillsammans 13 arter. En art, degun (Octodon degus), förekommer även i Europa som sällskapsdjur.

## Utbredning
Buskråttor förekommer i södra Sydamerika. Deras utbredningsområde sträcker sig från södra Peru, Bolivia och mellersta Brasilien till Chile och Argentina. Habitatet varierar mellan kustregioner med buskar, slättland som är täckt av gräs, skogar och bergstrakter upp till 3 500 meter över havet.

## Kännetecken
Buskråttorna fick sitt namn på grund av att de liknar råttor (Rattus) i utseendet, men de är inte närmare släkt med dessa. Buskråttor är små gnagare med en tät päls som oftast är gråaktig eller svart i färgen. De har ett jämförelsevis stort huvud och en spetsig nos. Ögonen är oftast stora och öronen är stora och avrundade hos arter som lever över marken samt små hos arter som lever under jorden. Dessa djur fick det vetenskapliga namnet Octodontidae (ungefär: "Åttatandade") på grund av att kindtändernas ovansida är formad som en åtta eller en njure. Deras tandformel är I 1 C 0 P 1 M 3, de har alltså 20 tänder.
Arternas extremiteter är korta. På de främre extremiteterna finns fyra och på de bakre fem tår som alla är utrustade med kraftiga klor. Svansens form beror på levnadssättet. Hos arter som gräver i marken är svansen kort och naken och hos arter som lever ovanpå marken är den lång och yvig. Buskråttor når en kroppslängd mellan 12 och 25 centimeter samt en vikt mellan 60 och 700 gram.
Två arter, Pipanacoctomys aureus och Tympanoctomys barrerae, har speciella genetiska egenskaper då antalet av deras kromosomuppsättningar är fyra istället för två som är vanlig hos däggdjur.

## Levnadssätt
Buskråttor har bra förmåga att gräva och bor i självskapade bon under jorden. Vissa släkten, som till exempel Spalacopus, är specialiserade på ett liv under jorden. Många arter lever i grupper och har utvecklat ett mycket socialt beteende. Buskråttor är uteslutande växtätare och livnär sig bland annat av rotfrukter, rötter, lök och stjälkar samt kaktusväxter. En eller två gånger om året föder honan ett till tio ungdjur. Arterna är vanligen aktiva mellan skymningen och gryningen med undantag av degun som är aktiv på dagen.

## Släkten
I familjen finns åtta släkten med ungefär 13 arter. Ibland räknas familjen Ctenomyidae som släkte till buskråttorna.
- Octodon
- Bergsdegu (Octodontomys)
- Viscacharåttor (Octomys)
- Tympanoctomys
- Coruro (Spalacopus)
- Aconaemys
- Pipanacoctomys
- Salinoctomys

Med hjälp av molekylärgenetiska undersökningar ställdes fast att buskråttor är en monofyletisk grupp samt att de utgör systergruppen till kamråttorna (Ctenomys).